# 아시아대학교
아시아대학교(아시아大學校, Asia University)는 경상북도 경산시에 있었던 사립대학교이다. 2003년에 개교했으나 각종 비리와 부실 운영으로 불과 몇 년 가지 못하고 2008년에 폐교했다. 학교 부지는 4차 경매 끝에 대구한의대학교가 건물을 사들여 캠퍼스로 활용 중에 있다.

## 연혁
- 2002년 12월 5일 : 아시아전통과학대학교 설립
- 2003년 3월 1일 : 개교
- 2003년 4월 : 아시아대학교로 교명 변경
- 2008년 2월 29일 : 교육인적자원부에 의해 강제 폐교 및 학교법인 아시아교육재단 해체[1]

## 사건 및 폐교
2005년에 설립자와 전(前) 총장이 비리로 검찰에 기소되었으며, 같은 해 9월 26일에 교육 당국이 감사에 착수하여 2006년 12월 6일에 2007학년도 신입생 모집 정지를 통보받았다.
결국, 2008년 2월 29일까지 교육부에서 납부를 요구한 과징금 110억원을 내지 못해 학교 폐쇄 및 학교 법인 해산 명령을 받고 폐교되었다.
폐교 사유는 여러 가지가 있었다. 우선 대학 측은 교직원 채용 시 총 57억원 상당의 금품을 수수했으며, 이 때문에 교수 자격 기준에 미달하거나 전공이 맞지 않는 인사가 뽑히기도 했다. 편제 정원 대비 등록률이 25퍼센트에 불과하자 거짓 등록을 했다. 교직원 급여 체불 및 기숙사비 횡령 등으로 공과금을 내지 않아 기숙사에는 가스와 수도 공급이 중단되었다. 이 때문에 학생들의 불만은 높았으며 학교를 떠나는 사례가 많았다. 또한, 학생들이 줄어들어서 수입이 감소하자, 재단이 중국 유학생 유치에 나서 2006년에 중국 학생 80여명이 입학하였으나 교육부 감사 결과 1인당 일정액을 받고 학생비자를 발급받도록 서류를 만들어주는 장사였다는 것과 중국 학생들이 입국 후 대부분 학교에 나오지 않고 취업했다는 것이 밝혀졌다.
또한, 재단이 교육 당국에 ‘학생 처리 대책’을 제출하지 않고 거꾸로 학생 관련 서류와 컴퓨터 전산기록을 폐기하였기 때문에 관련 기록이 남아있지 않아서 최종학력이 고졸이 되어버린 2007년에 등록한 학생 200여명과 같은 해 2월에 배출된 첫 졸업생 51명, 중간에 휴학한 학생들, 당시 현역, 상근, 사회복무요원으로 복무하다가 전역/소집해제 했던 학생들 중 상당수가 대학 생활 기록을 찾아 헤매고 있다.
폐교된 이후 2009년 10월 21일에 아시아대학교 부지 및 건물 등에 대한 경매가 유찰 되었다. 그 후 3차례의 유찰 끝에 2010년 1월 21일 대구한의대학교가 4차 경매에서 부지와 강의실 등을 40억 7898만원에 낙찰을 받았다. 대학 측은 낙찰 받은 캠퍼스와 건물을 현재의 캠퍼스에서 하기 어렵거나 부족한 한의학 및 한방산업 관련 강의 및 실습장으로 활용할 계획이라고 밝혔다.
현재 부지는 대구한의대학교에서 교육과학기술부의 인가를 받아 오성캠퍼스로 만들어져 2012년 3월부터 개교하였다. 오성캠퍼스는 한방산업대학과 산학협력단 등 한방산업 특성화 캠퍼스로 만들었다.